# Miss Europa
Miss Europa és un concurs de bellesa femenina on participen concursants de les nacions del continent europeu. Establert l'any 1928 per Roger Zeiler del French Committee of Elegance i Claude Berr a París, França. La majoria de les guanyadores de Miss Europa van guanyar les seves competències nacionals respectives per al Miss Univers, Miss Món, Miss Terra i Miss Internacional. Les edicions recents han inclòs a misses d'Israel i del Líban. De fet, en 2001 i 2002 les desfilades van ser dutes a terme al Líban, fora dels límits geogràfics d'Europa. La llicència de la desfilada va passar a la companyia neerlandesa Endemol el 2003.

## Guanyadores de Miss Europa

### Miss Europa (1928-1938)

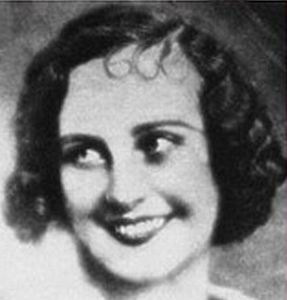
Tatiana Maslow, Miss URSS 1933 i Miss Europa 1933.

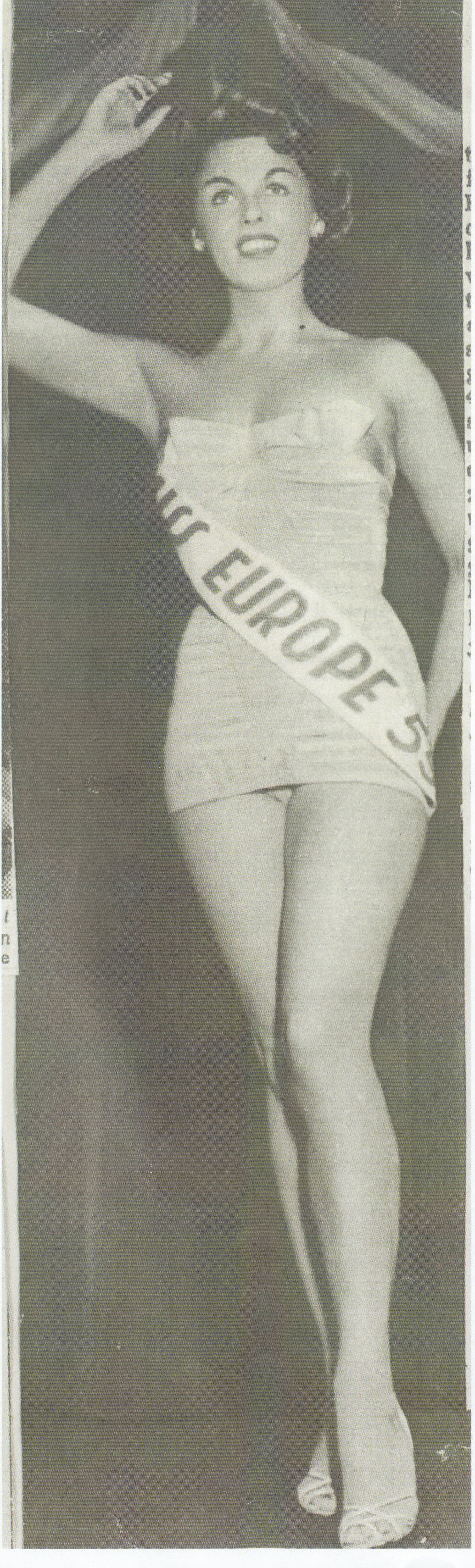
Christel Schaack, "Miss Europa 1954" (títol retirat).

El concurs no es va dur a terme des de 1939 fins a 1947 a causa de la Segona Guerra Mundial.
| Any  | Miss Europa      | País           | Localització del concurs | Referències       |
| ---- | ---------------- | -------------- | ------------------------ | ----------------- |
| 1928 | Stefani Job      | Suïssa         | París, França            | [ 4 ]             |
| 1929 | Erzsébet Simon   | Hongria        | París, França            |                   |
| 1930 | Aliki Diplarakou | Grècia         | París, França            |                   |
| 1931 | Jeanne Juilla    | França         | París, França            |                   |
| 1932 | Åse Clausen      | Dinamarca      | París, França            |                   |
| 1933 | Tatiana Maslow   | Unió Soviètica | Madrid, Espanya          |                   |
| 1934 | Ester Toivonen   | Finlàndia      | Hastings, Regne Unit     |                   |
| 1935 | Alicia Navarro   | Espanya        | Torquay, Anglaterra      | [ 5 ] [ 6 ] [ 7 ] |
| 1936 | Antonia Arques   | Espanya        | Tunis, Tunísia           |                   |
| 1937 | Britta Wikström  | Finlàndia      | Alger, Algèria           |                   |
| 1938 | Sirkka Salonen   | Finlàndia      | Copenhaguen, Dinamarca   |                   |

### Miss Europa (1948–present)
El concurs no va tenir lloc el 1975, 1977, 1979, 1983, 1986-1987, 1989-1990, 1998, 2000, 2004, i des de 2007 ha estat suspès.
| Any  | Miss Europa                                       | País          | Localització del concurs   | Referències          |
| ---- | ------------------------------------------------- | ------------- | -------------------------- | -------------------- |
| 1948 | Jacqueline Donny                                  | França        | Enghien-les-Bains          | [ 8 ]                |
| 1949 | Juliette Figueras                                 | França        | Palerm                     | [ 9 ]                |
| 1950 | Hanni Schall                                      | Àustria       | Rímini                     | [ 10 ] [ 11 ]        |
| 1951 | Jacqueline Genton                                 | Suïssa        | Palerm                     |                      |
| 1952 | Günseli Başar                                     | Turquia       | Nàpols                     |                      |
| 1953 | Eloisa Cianni                                     | Itàlia        | Istanbul, Turquia          |                      |
| 1954 | Christel Schaack (premi retirat) Danièlle Genault | França        | Vichèi, França             |                      |
| 1955 | Inga Britt Söderberg                              | Finlàndia     | Hèlsinki, Finlàndia        |                      |
| 1956 | Margit Nünke                                      | RFA           | Estocolm, Suècia           |                      |
| 1957 | Corine Rottschäfer                                | Països Baixos | Baden-Baden, Alemanya      |                      |
| 1958 | Johanna Ehrenstrasser                             | Àustria       | Istanbul, Turquia          |                      |
| 1959 | Christine Spatzier                                | Àustria       | Palerm, Itàlia             |                      |
| 1960 | Anna Ranalli                                      | Itàlia        | Beirut, Líban              |                      |
| 1961 | Ingrun Helgard Möckel                             | RFA           | Beirut, Líban              |                      |
| 1962 | Maruja García Nicoláu                             | Espanya       | Beirut, Líban              | [ 12 ] [ 13 ]        |
| 1963 | Mette Stenstad                                    | Noruega       | Beirut, Líban              |                      |
| 1964 | Elly Konie Koot                                   | Països Baixos | Beirut, Líban              |                      |
| 1965 | Juliana Herm                                      | RFA           | Niça, França               |                      |
| 1966 | Maria Dornier                                     | França        | Niça, França               |                      |
| 1967 | Paquita Torres Pérez                              | Espanya       | Niça, França               | [ 14 ]               |
| 1968 | Leena Marketta Brusiin                            | Finlàndia     | Kinshasa, Congo            |                      |
| 1969 | Saša Zajc                                         | Iugoslàvia    | Rabat, Marroc              |                      |
| 1970 | Noelia Alfonso Cabrera                            | Espanya       | El Pireu, Grècia           |                      |
| 1971 | Filiz Vural                                       | Turquia       | Tunis, Tunísia             | [ 15 ] [ 16 ]        |
| 1972 | Monika Sarp                                       | RFA           | Estoril, Portugal          |                      |
| 1973 | Anke Maria Groot                                  | Països Baixos | Kitzbühel, Àustria         |                      |
| 1974 | Maria Isabel Lorenzo                              | Espanya       | Viena, Àustria             |                      |
| 1976 | Riitta Inkeri Väisänen                            | Finlàndia     | Rodi, Grècia               |                      |
| 1978 | Eva Maria Düringer                                | Àustria       | Hèlsinki, Finlàndia        |                      |
| 1980 | Karin Zorn                                        | Àustria       | Puerto de la Cruz, Espanya |                      |
| 1981 | Anne Mette Larsen                                 | Dinamarca     | Birmingham, Regne Unit     |                      |
| 1982 | Nazlı Deniz Kuruoğlu                              | Turquia       | Istanbul, Turquia          | [ 17 ]               |
| 1984 | Neşe Erberk                                       | Turquia       | Bad Gastein, Àustria       | [ 18 ]               |
| 1985 | Juncal Rivero Fadrique                            | Espanya       | Magúncia, Alemanya         | [ 19 ] [ 20 ]        |
| 1988 | Michela Rocco di Torrepadula                      | Itàlia        | Ragusa (Sicília)           |                      |
| 1991 | Susanne Petry                                     | Alemanya      | Dakar, Senegal             |                      |
| 1991 | Katerina Michalopoulou                            | Grècia        | Dakar, Senegal             |                      |
| 1992 | Marina Tsintikidou                                | Grècia        | Atenes, Grècia             |                      |
| 1993 | Arzum Onan                                        | Turquia       | Istanbul, Turquia          | [ 21 ]               |
| 1994 | Lilach Ben-Simon                                  | Israel        | Istanbul, Turquia          | [ 22 ]               |
| 1995 | Monika Žídková                                    | Txèquia       | Istanbul, Turquia          | [ 23 ] [ 24 ]        |
| 1996 | Marie-Claire Harrison                             | Regne Unit    | Tirana, Albània            | [ 25 ]               |
| 1997 | Isabelle Darras                                   | Grècia        | Kíev, Ucraïna              | [ 26 ] [ 27 ] [ 28 ] |
| 1999 | Yelena Rogozhina                                  | Rússia        | Beirut, Líban              | [ 27 ] [ 29 ]        |
| 2001 | Elodie Gossuin                                    | França        | Beirut, Líban              | [ 30 ]               |
| 2002 | Svetlana Koroleva                                 | Rússia        | Beirut, Líban              | [ 3 ] [ 31 ] [ 32 ]  |
| 2003 | Zsuzsanna Laky                                    | Hongria       | Nogent-sur-Marne, França   | [ 33 ] [ 34 ]        |
| 2005 | Shermine Shahrivar                                | Alemanya      | París, França              | [ 1 ] [ 33 ] [ 35 ]  |
| 2006 | Alexandra Rosenfeld                               | França        | Kíev, Ucraïna              | [ 36 ]               |

## Nombre de victòries
| Número | País                   | Any                                |
| ------ | ---------------------- | ---------------------------------- |
| 7      | França                 | 1931 1948 1949 1954 1966 2001 2006 |
| 7      | Alemanya               | 1954 1956 1961 1965 1972 1991 2005 |
| 7      | Espanya                | 1935 1936 1962 1967 1970 1974 1985 |
| 6      | Finlàndia              | 1934 1937 1938 1955 1968 1976      |
| 5      | Turquia                | 1952 1971 1982 1984 1993           |
| 5      | Àustria                | 1950 1958 1959 1978 1980           |
| 4      | Grècia                 | 1930 1991 1992 1997                |
| 3      | Itàlia                 | 1953 1960 1988                     |
| 3      | Països Baixos          | 1957 1964 1973                     |
| 2      | Unió soviètica/ Rússia | 1999 2002                          |
| 2      | Hongria                | 1929 2003                          |
| 2      | Dinamarca              | 1932 1981                          |
| 2      | Suïssa                 | 1928 1951                          |
| 1      | Regne Unit             | 1996                               |
| 1      | Txèquia                | 1995                               |
| 1      | Israel                 | 1994                               |
| 1      | Noruega                | 1963                               |